# Xanthophyllum oliganthum
Xanthophyllum oliganthum är en jungfrulinsväxtart som beskrevs av Cheng Yih Wu. Xanthophyllum oliganthum ingår i släktet Xanthophyllum och familjen jungfrulinsväxter. Inga underarter finns listade i Catalogue of Life.